# 9499 Excalibur
För andra betydelser, se Excalibur (olika betydelser).
9499 Excalibur eller 1269 T-2 är en asteroid i huvudbältet som upptäcktes den 29 september 1973 av den nederländsk-amerikanske astronomen Tom Gehrels och det nederländska astronomparet Ingrid van Houten-Groeneveld och Cornelis Johannes van Houten vid Palomarobservatoriet. Den är uppkallad efter svärdet Excalibur.
Asteroiden har en diameter på ungefär 5 kilometer och den tillhör asteroidgruppen Koronis.